# Antoine Zahra
Pour les articles homonymes, voir Zahra.
Antoine Zahra (né en 1956, en arabe : أنطوان زهرا, ou أنطوان زهرة) est un homme politique libanais.
Antoine Moussa Zahra est né dans une famille maronite libanaise à Kfifane, Batroun. Il fit ses études à Batroun High School et the National Institute à Chekka.
Il intégra dès l'âge de dix-sept ans les Kataëb puis la milice des Forces libanaises. À la fin de la guerre, il s'occupa de la représentation des Forces libanaises en Europe occidentale.
Homme d'affaires, il est élu député maronite de Batroun lors des législatives de 2005, comme candidat des Forces libanaises au sein de l'Alliance du 14 Mars. Il a été réélu député en 2009 et prolongé dans son mandat en 2013 sans élection comme ce fut le cas pour tous les députés. 